# Rasmus Søes
Rasmus Søes (født 8. april 1983) er en dansk orienteringsløber, der stiller op for Farum OK og tilhører den danske elite. Han fik sit gennembrud i 2003, da han vandt to danske mesterskaber, og siden har han vundet yderligere to DM-titler. 
I international sammenhæng er hans hidtil bedste resultat en samlet førsteplads i Portugal "O" Meeting i 2009.
Hans tvillingesøster, Signe Søes, tilhører ligeledes eliten i orienteringsløb.